# Sphragista collenettei
Sphragista collenettei är en fjärilsart som beskrevs av Sergius G. Kiriakoff 1963. Sphragista collenettei ingår i släktet Sphragista och familjen tofsspinnare. Inga underarter finns listade i Catalogue of Life.